# Rabia Balkhi
Rabia Balkhi, (رابعه قزداری) nota anche come Rābi'a bint Ka'b al-Quzdārī, popolarmente chiamata Rabia Balkhi (رابعه بلخی) e Zayn-ul-Arab (زین العرب) e Mugs Roeen (مگن) (Balkh, 856 – Mazar-i Sharif, 926), è stata una scrittrice, poetessa e artista persiana.
Fu anche una critica letteraria e imprenditrice. Ha raggiunto fama internazionale e riconoscimenti per le sue opere nell'era dei Samanidi . Quzdari è diventata la celebrità accademica di prim'ordine del suo tempo, assicurando una tale fama che ha eclissato il contemporaneo Rudaki. A causa della persistente animosità della classe dirigente del suo tempo, la sua biografia e il suo retaggio furono distorti, portando a molte speculazioni e leggende. Ciò portò a notizie errate sula sua morte per molti secoli. Tuttavia, un progetto investigativo condotto dal 2016 al 2019 guidato dal ricercatore Ozair Siddiqui ha finalmente scoperto i dettagli della sua vita.

## Ascendenza
Quzdari è nata a Balkh da Kab Quzdari, legislatore e imprenditore. La loro famiglia parlava arabo (parlavano con un accento yemenita) e talvolta si sbagliavano per essere di origine yemenita . Tuttavia, queste persone erano originariamente di origine tunisina che si erano stabilite a Balkh, in Afghanistan, nel decennio del 730. I suoi antenati cristiani,  lasciarono il Nord Africa prima dell'ascesa dell'Islam nel decennio del 570 a causa di problemi politici e personali. 
Gli antenati di Quzdari erano un'importante tribù Amazigh che vivevano in comune a Ghidma, in Tunisia . I legami familiari erano forti e si trasferivano insieme come famiglia allargata ogni volta che si trasferivano. Non hanno lottato finanziariamente perché avevano buone fonti di reddito. La loro tribù era altamente istruita, con medici, droghieri e ingegneri presenti in ogni generazione successiva della loro famiglia. Avevano anche imprese e investimenti immobiliari a Ghidma che impiegavano solo parenti di sangue. Tuttavia, le loro vite furono segnate da molte difficoltà e alla fine portarono alla loro emigrazione dal Nord Africa. 
Nel 640, la tribù si stabilì a Shobak, in Giordania . La vita lì è andata bene per alcuni decenni. Tuttavia, riemersero vecchi problemi e la tribù si trasferì di nuovo, questa volta, nello Yemen nel 640. Fiorirono nello Yemen e si stabilirono. Ma hanno affrontato l'ascesa dell'Islam e si sono lacerati nel mantenere la loro religione cristiana o convertirsi all'Islam . Sebbene accettassero l'arabo come lingua madre nello Yemen, si trasferirono in Bahrain per mantenere le loro convinzioni. Nonostante il loro sincero sforzo nel preservare il cristianesimo, alla fine cedettero nell'accettare l'Islam in Bahrein . 
Sebbene in Bahrein  non avevano problemi, la tribù decise di dirigersi verso Balkh poiché le istituzioni educative più prestigiose del mondo a quel tempo nella storia erano nell'antica provincia afgana . Quindi attraversarono il Golfo Persico e, dopo un soggiorno temporaneo in Iran, si diressero verso l'Afghanistan che da quel momento divenne il loro insediamento permanente. Quando nacque Quzdari, i suoi antenati vivevano a Balkh da più di un secolo. Poiché queste persone si associavano solo ad altri popoli di lingua araba di Balkh, furono in grado di mantenere la loro lingua madre araba attraverso le generazioni successive. 

## Biografia
Rabia Quzdari è nata nell'anno 856. Suo padre, Kab, era un legislatore e un piccolo imprenditore. Come quarto figlio di Kab, Quzdari era una bambina dotata. Ha imparato in fretta e ha avuto un debole per l'arte. Fin da piccola ha composto poesie e disegnato schizzi. Kab era un padre vigile e fece sforzi affinché i suoi figli raggiungessero alti livelli di istruzione. Quando aveva 20 anni,  Quzdari aveva già dimestichezza in Farsi e Battriana oltre alla sua lingua madre araba . Aveva anche imparato la lingua dei segni e conosceva anche la lingua sogdiana . 
Nell'anno 872, Quzdari si fidanzò e si sposò all'età di 18 anni. Ha temporaneamente sospeso la scuola. A 19 anni, divenne la madre di un bimbo. Tra gli anni 875 e 877, due tragedie colpirono la famiglia Quzdari che la colpì gravemente. Suo fratello maggiore ha contratto l'epatite e poi è morto. Due anni dopo, suo fratello minore è annegato nel lago. Suo padre divenne governatore di Balkh poco dopo la seconda tragedia. Queste morti hanno portato Quzdari ad immergersi nella lettura e nell'apprendimento. Ha anche iniziato a dipingere. 
A 23 anni, Quzdari divenne madre per la seconda volta, dando alla luce una bimba. Poco dopo la nascita di sua figlia, ha ripreso la scuola e nell'anno 884 ha completato la sua istruzione. Si è laureata come la più illustre studentessa di Balkh . Mentre i suoi figli crescevano e chiedevano la sua attenzione si era impegnata nell'apprendimento extracurricolare in cui aveva acquisito conoscenze in una vasta gamma di argomenti e poteva scriverne con competenza. Fu durante gli anni del college che decise di diventare una scrittrice. 
Quzdari aveva completato due libri prima della laurea: uno sui fiori e uno una storia d'amore. Quest'ultima che la rese famosa in tutto l'Impero Samanide, fu la storia di una giovane donna dei Balcani, Roya, che fugge con il suo schiavo, Baktash. Era basato su una storia vera, quindi attirò rapidamente l'attenzione del pubblico. Sebbene il finale sia culminato nella tragedia, ma è considerato un capolavoro della letteratura persiana . Andò a vincere un premio per questo libro e la pubblicazione divenne la produzione intellettuale più discussa del decennio degli 880. Questo libro ha sollevato il suo nome vicino alla superstar del tempo, Rudaki, ed è diventata un nome familiare in tutta Balkh . 
Quzdari ha continuato con la sua carriera di scrittrice. All'inizio degli anni 890, scrisse un libro sugli animali e uno sulle pratiche di educazione dei bambini. Entrambe le pubblicazioni hanno generato buoni guadagni, ma non sono state acclamate dalla critica come la sua pubblicazione su Roya e Baktash . Tuttavia, nell'anno 894, Quzdari raggiunse nuovi livelli di popolarità con un libro sull'essere benefico. Ha vinto il premio più prestigioso del suo tempo, Honor of Samanid Empire, e la sua popolarità è cresciuta sopra Rudaki . Questa è stata anche la prima volta che una donna ha vinto un tale onore, quindi è stata la storia in preparazione.
Durante questi anni di intensa competizione, Quzdari attirò l'attenzione dei Samanidi, che erano i sovrani del tempo. In particolare, Nasr I, che era l'emiro del tempo, desiderava incontrarla. Rudaki aveva letto poesie e passaggi della sua pubblicazione su Roya e Baktash e aveva sviluppato un'ossessione per Quzdari. Quindi, finalmente è stato organizzato un incontro. Nasr le offrì una posizione in tribunale ma Quzdari rifiutò. Ha quindi offerto un matrimonio con suo figlio nella sua famiglia, che ha rifiutato. L'emiro infuriato ha lanciato una minaccia di morte che ha rapidamente annullato quando l'ammutinamento pubblico contro di lui lo ha spaventato per la sua vita. Da questo momento in poi, i Samanidi diventano nemici giurati di Quzdari. 
Nei prossimi anni, Quzdari subì perdite personali che furono compensate dai suoi guadagni professionali. È diventata vedova all'età di 35 anni e in seguito è diventata l'unica fonte di guadagno della famiglia. Ha continuato a costruire la sua carriera e sfornare produzioni intellettuali acclamate dalla critica. Negli anni, dall'896 all'897, ha pubblicato tre dei suoi libri più venduti, a tutti i quali sono stati assegnati i premi più alti del suo tempo. Verso la fine degli anni 890, Quzdari aveva raggiunto lo status di figura mitica e veniva chiamata come tale con murales al suo nome in tutta Balkh . 
Dopo la morte di suo padre, suo zio venne al governatorato di Balkh . Sebbene Quzdari fece una campagna per suo fratello, non ci riuscì. Ma alla fine Bijan si sedette sul trono di Balkh quando suo zio alla fine fu rimosso dalla sua posizione a causa della sua condotta personale e della sua incapacità di gestire l'amministrazione delle province a cui era assegnato. Fu durante questi anni che la sua fama acquisì slancio internazionale mentre le sue pubblicazioni stavano raggiungendo la Cina, l'India e l'Arabia e la gente di quelle terre era affascinata dalla sua scrittura. Nell'anno 901, all'età di 45 anni, Quzdari raggiunse il successo accademico mondiale. 
Ma la sua vita è stata complicata dal divorzio di sua figlia. Ciò le ha assegnato la responsabilità aggiuntiva e ha dedicato più tempo ai suoi nipoti. Nonostante ciò, ha pubblicato altre due pubblicazioni che alla fine hanno consolidato il suo status di quello di un eroe nazionale. Il suo libro sul diverso stile di comunicazione divenne un bestseller internazionale e le rese quello che sarebbe stato un multimilionario secondo gli standard moderni. Viveva in una ricca zona di Balkh e la sua casa si trovava in una vasta proprietà che aveva trasformato in una vasta residenza simile a un giardino. 
Quzdari morì nel 926 e il suo funerale fu seguito da migliaia di persone. Sei giorni di lutto furono dichiarati in tutto l'impero sannano e la gente venne da vari paesi per rendere omaggio. 
Dopo la sua scomparsa, i Samanidi iniziarono una campagna per sradicare le sue opere e riuscirono a distruggere circa il 95% dei suoi scritti all'interno dell'impero Samanide. Tuttavia, il suo romanzo su Roya e Baktash era troppo popolare per essere dimenticato e, nel tempo, Quzdari si fonde con l'eroina della sua opera più famosa. È diventata la protagonista del suo romanzo, Roya, e la sua biografia è diventata la storia della tragica eroina del suo romanzo. Varie versioni di questa storia sono state perpetuate in frammenti per circa milleduecento anni fino al 2019, quando è stata reintrodotta. 

## Competenze
Quzdari era esperta di lingua dei segni, giardinaggio e scrittura dell'Indo oltre a poesia, scrittura e pittura. Parlava fluentemente le lingue araba, persiana e battriana. Ha aperto un'attività di traduzione e, a un certo punto, è stata valutata come la traduttrice più competente del persiano in arabo (e viceversa) nell'impero sannano. Inoltre, aveva una buona conoscenza della lingua sogdiana e poteva sostenere una conversazione di base in questa lingua.

## Eredità
Quasi dodici secoli dopo la sua nascita, Quzdari è ancora molto nota in Afghanistan. Le sue poesie sono recitate nelle scuole e viene citata in università, cerimonie, spettacoli di premiazione e programmi televisivi. La sua tomba a Mazar-i Sharif è adornata ogni anno da pellegrini che rendono omaggio alla donna più famosa della tradizione persiana. Nel corso degli anni, Quzdari si è classificata solo seconda a Zoroastro, ma davanti a Balkhi, in termini di fama e popolarità nella regione del Grande Iran.